# Emegen Corona
L'Emegen Corona è una struttura geologica della superficie di Venere.